# کرشنبرویش
شهر کرشنبرویش (به آلمانی: Korschenbroich) در ایالت نوردراین-وستفالن در کشور آلمان واقع شده‌است.